# Đá Sơn Hà
Đá Sơn Hà (tiếng Anh: Gent Reef; tiếng Trung: 吉阳礁; bính âm: Jíyáng jiāo, Hán-Việt: Cát Dương tiêu) là một rạn san hô thuộc cụm Sinh Tồn của quần đảo Trường Sa. Đá này nằm ở phía tây tây nam đảo Sinh Tồn và phía bắc đá Cô Lin, cách đảo Sinh Tồn khoảng 2,5 km.
Đá Sơn Hà là đối tượng tranh chấp giữa Việt Nam, Đài Loan, Philippines và Trung Quốc. Hiện chưa rõ nước nào thực sự kiểm soát đá này.